# Saldus
Saldus är en stad i Kurland, i västra Lettland. Den har cirka 10 000 invånare och är centralort i kommunen Saldus novads. Saldus ligger vid Ciecere, en biflod till Venta, 92 meter över havet. Staden ligger också 120 km väster om Riga, längs järnvägen och landsvägen (A9) mot Liepāja.

## Historia
År 1341 byggde Livländska orden en borg på platsen, benämnd Frauenburg, vilket också blev det tyska namnet på orten. År 1701, under Stora nordiska kriget, var slottet säte för Karl XII. Borgen förstördes dock under och strax efter kriget. Saldus återuppstod som ort först i mitten av 1800-talet och fick stadsprivilegier 1917.

## Datorgenererad information
Terrängen runt Saldus är platt. Runt Saldus är det ganska tätbefolkat, med 75 invånare per kvadratkilometer. Saldus är det största samhället i trakten. Omgivningarna runt Saldus är en mosaik av jordbruksmark och naturlig växtlighet.
Årsmedeltemperaturen i trakten är 4 °C. Den varmaste månaden är juli, då medeltemperaturen är 18 °C, och den kallaste är februari, med −9 °C.
1. ↑  Framräknat ur variansen i alla höjduppgifter (DEM 3") från Viewfinder Panoramas, inom 10 km radie.[2] Mer om algoritmen finns här: Användare:Lsjbot/Algoritmer.